# Burmannia polygaloides
Burmannia polygaloides är en enhjärtbladig växtart som beskrevs av Rudolf Schlechter. Burmannia polygaloides ingår i släktet Burmannia och familjen Burmanniaceae. Inga underarter finns listade i Catalogue of Life.